# 12. prosinca
12. prosinca (12. 12.) 346. je dan godine po gregorijanskom kalendaru (347. u prijestupnoj godini).
Do kraja godine ima još 19 dana.

## Događaji
- 1438. – Franjevac Bartolomej de Jano iz Carigrada izvještava o raseljavanju Albanije, Bosne, Bugarske, Dalmacije, Raške i Vlaške.
- 1897. – Prvi planirani grad u Brazilu, Belo Horizonte, proglašen je glavnim gradom Minas Geraisa, jedne od 26 država Brazila.
- 1963. – Kenija se osamostalila od Velike Britanije.
- 1971. – Karađorđevska smjena hrvatskih kadrova.
- 1991. – Započela je Operacija Vihor.
- 1997. – Ustavni zakon o izmjenama i dopunama Ustava Republike Hrvatske.
- 2005. – Veleposlanstvo Južne Koreje u Zagrebu otvoreno.[1]

| - 1739. – Baltazar Mirko Kocijančić, hrvatski (kajkavski) prevoditelj († 1806.) - 1779. – Madeleine Sophie Barat, francuska svetica († 1865.) - 1821. – Gustave Flaubert, francuski književnik († 1880.) - 1861. – Janko Leskovar, hrvatski učitelj i književnik († 1949.) - 1863. – Edvard Munch, norveški slikar († 1944.) - 1915. – Frank Sinatra, američki glumac i pjevač († 1998.) - 1927. – Emil Seršić, hrvatski arhitekt († 2011.) - 1936. – Jakša Barbić, hrvatski pravnik i akademik († 2025.) - 1938. – Connie Francis, američka pjevačica i glumica († 2025.) - 1946. – Emerson Fittipaldi, brazilski vozač F1 - 1953. – Bruce Kulick, američki glazbenik - 1966. – Nenad Bakić, hrvatski poduzetnik - 1968. – Saša Udovič, slovenski nogometaš, internacionalac - 1977. – Lea Dekleva, hrvatska kantautorica - 2001. – Michael Olise, francuski nogometaš | - 1760. – Andrija Kačić Miošić, hrvatski pjesnik, filozofski pisac i kroničar, autor najpopularnije hrvatske pučke knjige "Razgovor ugodni naroda slovinskoga" (* 1704.) - 1948. – Franjo Dugan st., hrvatski skladatelj, orguljaš i glazbeni pisac (* 1874.) - 1955. – Antun Dobronić, hrvatski skladatelj i glazbeni pisac (* 1878.) - 1976. – Vinko Žganec, hrvatski etnomuzikolog (* 1890.) - 2006. – Izet Hajdarhodžić, hrvatski glumac i profesor glume (* 1929.) - 2018. – Pavle Strugar, general JNA (* 1933.) - 2020. – Jack Steinberger, američki fizičar njemačkog porijekla (* 1921.) |

## Blagdani i spomendani
- Dan hrvatskog ratnog zrakoplovstva i protuzračne obrane
- Dan državnosti u Keniji